# 黑腹果蝇

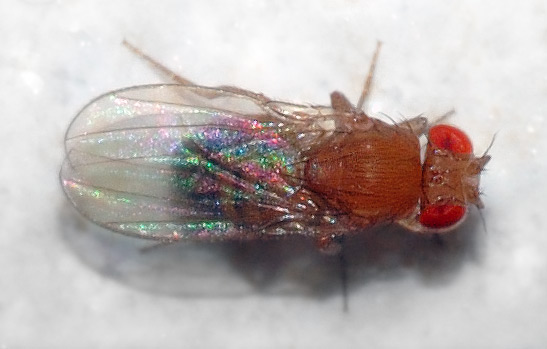
俯视图

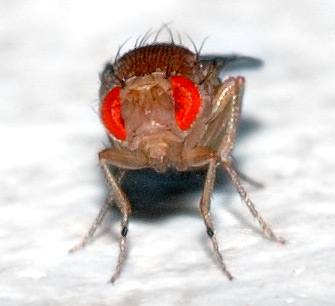
前视图

黑腹果蝇（学名：Drosophila melanogaster），也称黑尾果蝇，是被人类研究得最彻底的生物之一，为模式生物。从查尔斯·伍德沃斯（Charles W. Woodworth）利用该物种作为模式生物的建议开始，黑腹果蝇继续被广泛用于遗传学、生理学、微生物发病机理和生命历史进化的生物学研究。 截至2017年，已有8个诺贝尔奖颁发给使用果蝇的研究。
黑腹果蝇通常被用于研究，因为它可以很容易地在实验室饲养，只有4對（8條）染色体，迅速繁殖，并且产很多卵，成蟲之後會棲息於水泥牆壁之中。 其地理范围包括各大洲，包括岛屿。黑腹果蝇是家庭，餐馆和其他有食物的地方常见的害虫。

## 描述
黑腹果蝇一种原产于热带或亚热带的蝇种。它和人类一样分布于全世界，并且在人类的居室内过冬。雌性体长2.5毫米, 雄性较之还要小。雄性有深色后肢，可以此来与雌性作区别。
雌蝇可以一次产下5个0.5毫米大小的卵，总共约400个。它们有绒毛膜和一层卵黄膜包被，其发育速度受环境温度影响。在25℃环境下，22小时后幼虫就会破壳而出, 并且立刻觅食。因为母体会将它们放在腐烂的水果上或其他发酵的有机物上，所以它们的首要食物来源是使水果腐烂的微生物，如酵母和细菌，其次是含糖的水果。幼虫24小时后就会第一次蜕皮，并且不断生长，以到达第二幼体发育期。经过三个幼虫发育阶段和四天的蛹期，在25℃下过一天，就会发育为成虫。

## 用于遗传分析的历史
黑腹果蝇在1830年首次被描述。而它第一次被用作试验研究对象则要到 1901年，试验者是动物学家和遗传学家威廉·欧内斯特·卡斯尔。他通过对果蝇的种系研究，设法了解多代近亲繁殖的结果和取自其中某一代进行杂交所出现的现象。
1910年，汤玛斯·亨特·摩尔根开始在实验室内培育果蝇并对它进行系统的研究。之后，很多遗传学家就开始用果蝇作研究，并且取得了很多遗传学方面的知识，包括其基因组裡的基因在染色体上的分布。果蠅與其他雙翅目昆蟲唾腺細胞中含有多線染色體，可直接觀察到突變與基因表現等遺傳學現象，為細胞遺傳學重要的研究工具。

## 作为遗传学研究对象

### 历史
黑腹果蝇在20世纪前半叶成为动物学家和遗传学家汤玛斯·亨特·摩尔根及其学派实验研究对象。它只有四对染色体。一对性染色体,通常被记作第一对染色体或者是X-和Y-染色体，和三对常染色体,后者被记作第二，三和四对染色体。第四对染色体很小，所含的基因也很少。果蝇非常合适用于研究，在一个瓶子裡就可以培育大量的果蝇，繁殖速度快。“用半瓶牛奶和一條开始腐烂的香蕉就够了，14天就可以得到200只果蝇”Martin Brookes在他2002年出版的书Drosophila裡写道。科学家用果蝇进行了无数次杂交, 其中包括确定了基因裡面的基因连锁群，它们位于同一染色体上面,科学家也因此发现了联会现象，并且对某些变异进行了描述和研究,例如眼睛颜色由红变异为白色或者是微型翅膀——这种果蝇丧失了飞行能力。赫爾曼·約瑟夫·馬勒是第一位发现伦琴射线对遗传物质具有的诱变作用。从此射线就被大量使用，以诱发果蝇发生变异。  
在2000年对其13.600 基因测序完成。部分基因与人类的基因有惊人的相似。研究发现，在果蝇的遗传物质裡找到了人类的致癌基因或者潜在的，在变异情况下参与癌症发生的癌基因（Oncogene）。 
在发育生物学研究方面人类也从果蝇身上获得了很多知识。早在1900年哈佛大学的教授威廉·欧内斯特·卡斯尔就首次将果蝇用作胚胎研究的对象。从此果蝇就在这一领域被广泛采用。20世纪70年代克里斯汀·紐斯林-沃爾哈德开始研究果蝇的发育基因。她从中得知，卵细胞中的四个基因决定了或是监控了受精卵的发育（参见Hox基因)。1980年她发表了论文“影响黑腹果蝇体节数目和极性的变异”，她也因此获得了1995年的诺贝尔医学奖。
黑腹果蝇易于培养和繁殖，经济。在基因研究方面，果蝇是最常见的研究对象,原因是它14天就可以繁殖一代，只有四对染色体，还有它可以显示很多变异。

### 性狀成因
存在於果蠅身體上可辨識的性狀，源自於內生性的基因缺失、突變，或外源性嵌入染色體的基因的表現。這些對偶基因 (allele) 會使果蠅在不同發育時期從身體構造呈現和野生型 (wild type) 不同的特徵。

### 性狀用途
利用對偶基因會隨染色體遺傳給其子代的特性，透過觀察性狀，可以回推該果蠅帶有的對偶基因，進而回溯得知其染色體組成。實驗常用已知染色體組成的品系開始實驗，由性狀觀察佐以孟德爾遺傳定律，即可由親代品系基因型的排列組合得知子代的基因型，研究者再依此原理挑選符合預期的果蠅子代進行實驗。

### 常用性狀
| 性狀縮寫 | 性狀特徵                           | 標定染色體 | 顯隱性遺傳 |
| -------- | ---------------------------------- | ---------- | ---------- |
| w        | 白眼                               | X          | 隱性       |
| y        | 黃身                               | X          | 隱性       |
| m        | 迷你翅                             | X          | 隱性       |
| B        | 棒狀眼                             | X          | 顯性       |
| dp       | 粗短翅                             | II         | 隱性       |
| Cy       | 捲翅                               | II         | 顯性       |
| Ser      | 殘翅                               | II         | 顯性       |
| Sp       | 多生背側剛毛(notopleural bristles) | II         | 顯性       |
| Sb       | 剛毛(bristles)粗短                 | III        | 顯性       |
| GFP      | 螢光                               | 外源       | 顯性       |

## 发育

### 胚胎發育

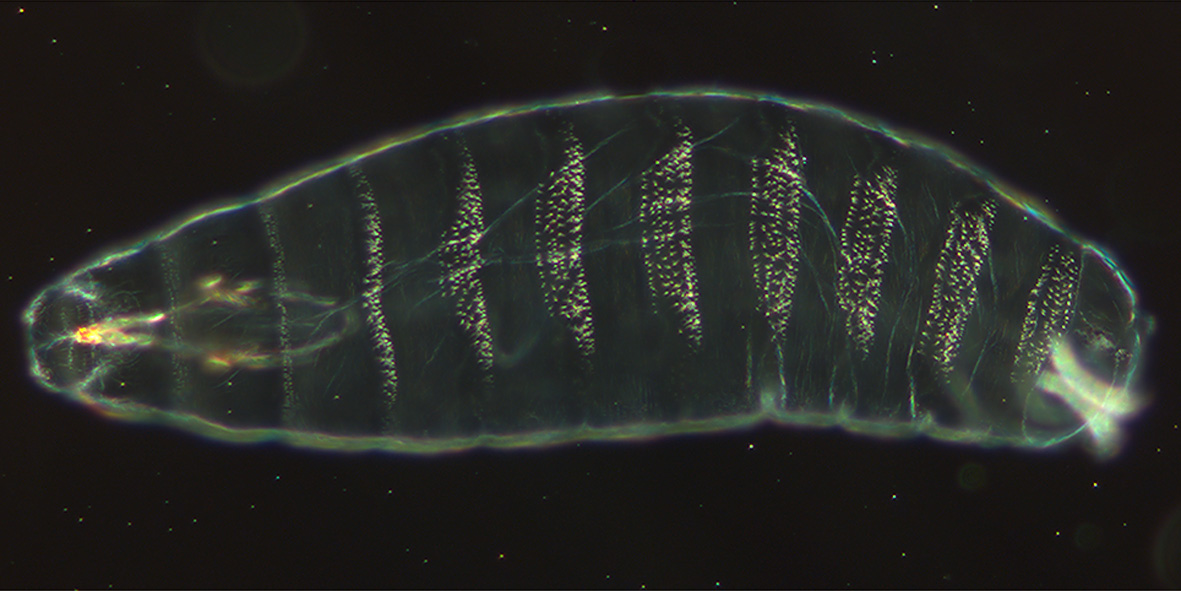
经过22个小时的发育后的胚胎角质层

经过卵细胞受精，精卵细胞核融合后，细胞核很快的连续同步分裂（有丝分裂），但是这些细胞核处在同一细胞膜裡。可以说这是个多核细胞胚胎。人们称之为“合胞体胚盘”。第七次核裂后，这些细胞核会游离到细胞膜下。在第九第十次核裂的时候八到十个核开始自行分裂。这些细胞成为生殖细胞，被称为极细胞。 产卵后两个半小时，合胞体胚盘的细胞膜向内折叠包绕各个细胞核，成为“细胞胚盘”。至此，果蝇胚胎细胞的第一层单层表皮形成。细胞核也开始转向非对称分化。其分化方向与该细胞在胚胎中所处的位置有关。
腹侧延长轴的卵裂标志着原肠胚开始形成，在原肠胚种会形成三个胚层：腹侧的卵裂形成中胚层。腹沟的前段内陷，形成口道，腹沟的后侧内陷则形成肛窝，与后来形成的内胚层分开。胚胎外层的细胞和口道，肛窝末端的细胞内陷形成外胚层。随着胚带的延长，后段的极细胞开始向胚胎内分裂。器官分化开始，分节现象已经可以看到。在受精大约7.5小时后胚带开始缩短，结束于背向闭合。受精后22小时，经过一系列的分化发展，幼虫就会发育形成。

### 幼虫发育
幼虫能在几天内通过进食从卵体大小（0.5毫米）长到正常形态大小（2.5毫米）。其间蜕皮两次，所以可以将它的幼体发育分成三个阶段。

### 蛹化
晚期三龄幼虫从食物中爬出，寻找合适的位置并化蛹。幼虫身体缩短，角质层与表皮逐渐分离成为蛹壳，经过五天的变态发育，最后破蛹而出，成为成虫。
蛹壳半透明，呈黄褐色，或深黄褐色，长椭圆形。蛹的前端有一呼吸管伸出。

## 果蝇研究社团
在美国每年会在不同城市举行一次最大型的国际果蝇会议，有大概2000人参与。欧洲的果蝇会议则每两年一次，在不同的欧洲国家举行，有大概400到500人参与。德国则每年有小型的地方聚会。讨论的主题有果蝇在生命科学，发育生物学与神经科学方面的应用。

## 变异
在实验室裡，科学家让果蝇产生了无数种变异。通过系统筛选，科学家通常选择其基因组裡面大概13400基因进行诱导，使果蝇变异。过程通常是用有明显表现型的纯合子杂交，以得到下一代F1和F2，就可对其进行研究了。常见的变异有: 
- 眼睛颜色变异
  - 白色white：眼睛的颜色由红变成白色。这也是摩尔根科学研究的第一个变异，通过实验，他验证了孟德尔遗传定律的正确性。
  - 粉红色pink：眼睛颜色由红色变成粉红色

- 翅膀形态
  - 退化的rudimentary：体形正常，但翅膀退化
  - 截短的truncate：体形正常，但翅膀短小
  - 微型的miniature：体形正常，但翅膀极为小型

## 书籍
- Martin Brookes; Drosophila - Die Erfolgsgeschichte der Fruchtfliege, Rowohlt Verlag, Hamburg 2002, ISBN 3-498-00622-3
- Peter A. Lawrence: The making of a fly. The genetics of animal design. Blackwell Science, ISBN 0-632-03048-8